# Palmettenpfeiler

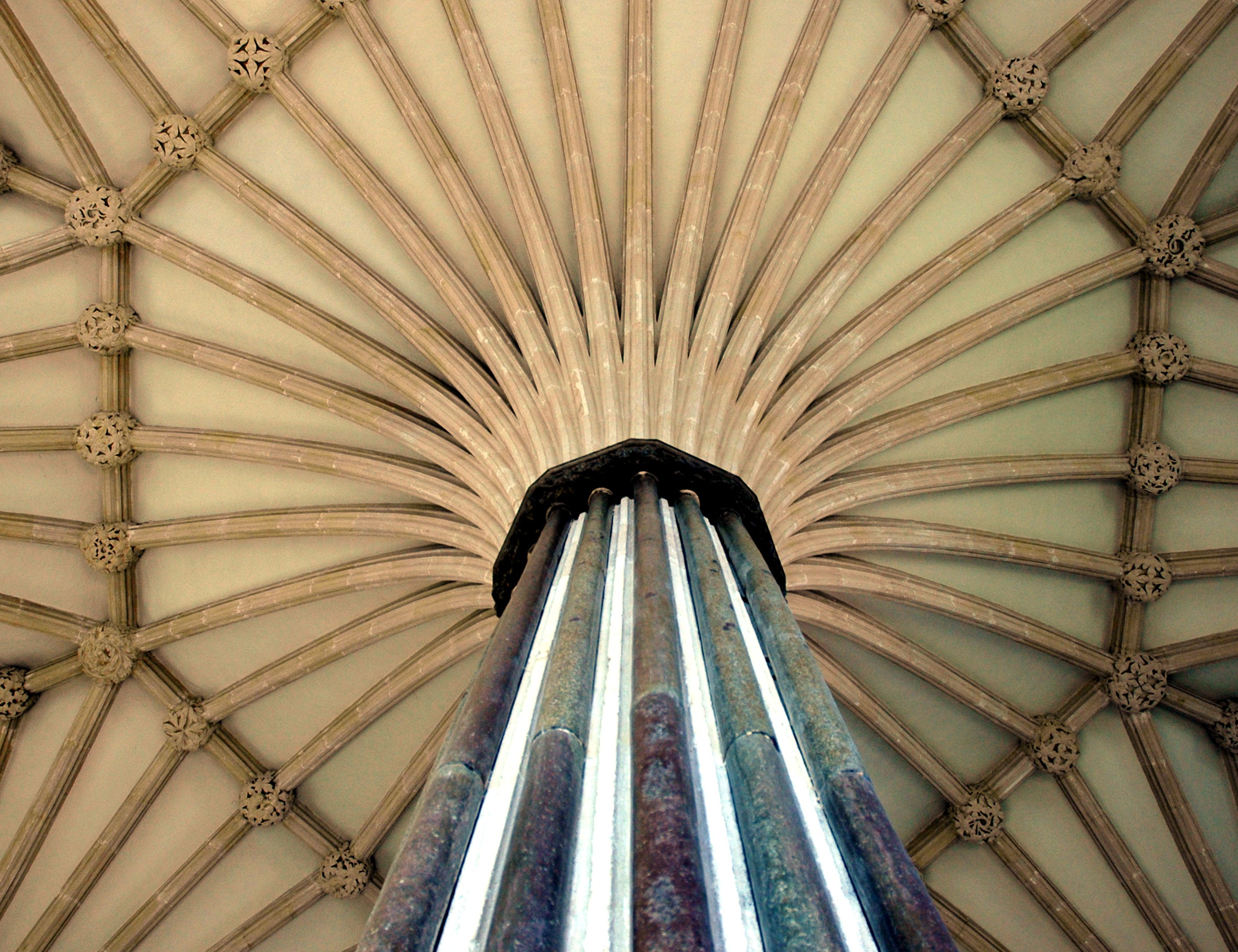
Kapitelhaus der Kathedrale von Wells (14. Jh.) – eine übergangslose architektonische Verbindung zwischen den Gewölberippen und den Dienstvorlagen des Pfeilers besteht in der Regel nicht; meist ist eine Kämpferplatte zwischengeschaltet.

Als Palmettenpfeiler (franz. palmier), seltener auch als Palmettensäule wird ein zentralstehendes und in der Regel kapitellloses Stützelement bezeichnet, über welchem sich Gewölberippen in alle Richtungen ausbreiten.

## Verbreitung
Palmettenpfeiler sind eher seltene Bauelemente in der mittelalterlichen Architektur Europas (Spanien, Frankreich, England, Süddeutschland, Österreich, Böhmen) und auf wenige Zentralbauten, Hallenkirchen und Kapitelsäle beschränkt. Sie ziehen jedoch sofort die Blicke auf sich und verdienen entsprechende Beachtung.

## Geschichte
Die Assoziation zwischen einem freistehenden senkrechten Bauglied (Säule, Pfeiler) und einem Baum ist uralt. Wegen der Flachdecken in frühchristlichen Basiliken und den unterschiedlichen Gewölbehöhen des Mittelschiffs und der Seitenschiffe in romanischen Kirchen konnten sich jedoch keine Palmettenpfeiler entwickeln. Dies war erst möglich in Hallenkirchen oder Kapitelsälen bzw. Kapitelhäusern, bei denen die Gewölbeansätze bzw. die Gewölbe der einzelnen Raumteile gleich hoch waren. Außerdem war ihr Auftreten an das Vorhandensein von Rippengewölben gebunden, die eng mit der europäischen Gotik verknüpft sind. Romanische Palmettenpfeiler sind demzufolge nahezu unbekannt. Seit der sich wieder an der Antike orientierenden Architektur der Renaissance wurden keine Palmettenpfeiler mehr errichtet.

## Architektur
Palmettenpfeiler entwickeln sich einerseits aus den gotischen Bündelpfeilern, bei denen eine Hierarchie der aufsteigenden Dienste oft deutlich erkennbar ist, andererseits sind sie kaum vorstellbar ohne die Entwicklung mehrteiliger Gewölbe. Üblicherweise sind die von einem Palmettenpfeiler ausstrahlenden Gewölberippen allesamt gleich proportioniert; nur in einigen wenigen – meist frühen – Fällen sind die vier Gurtbögen stärker dimensioniert (vgl. Kathedrale von Santo Domingo de la Calzada). Bei der Jakobinerkirche in Toulouse ist ein Wechsel zwischen breiteren und schlankeren Rippen erkennbar.

## Bilder

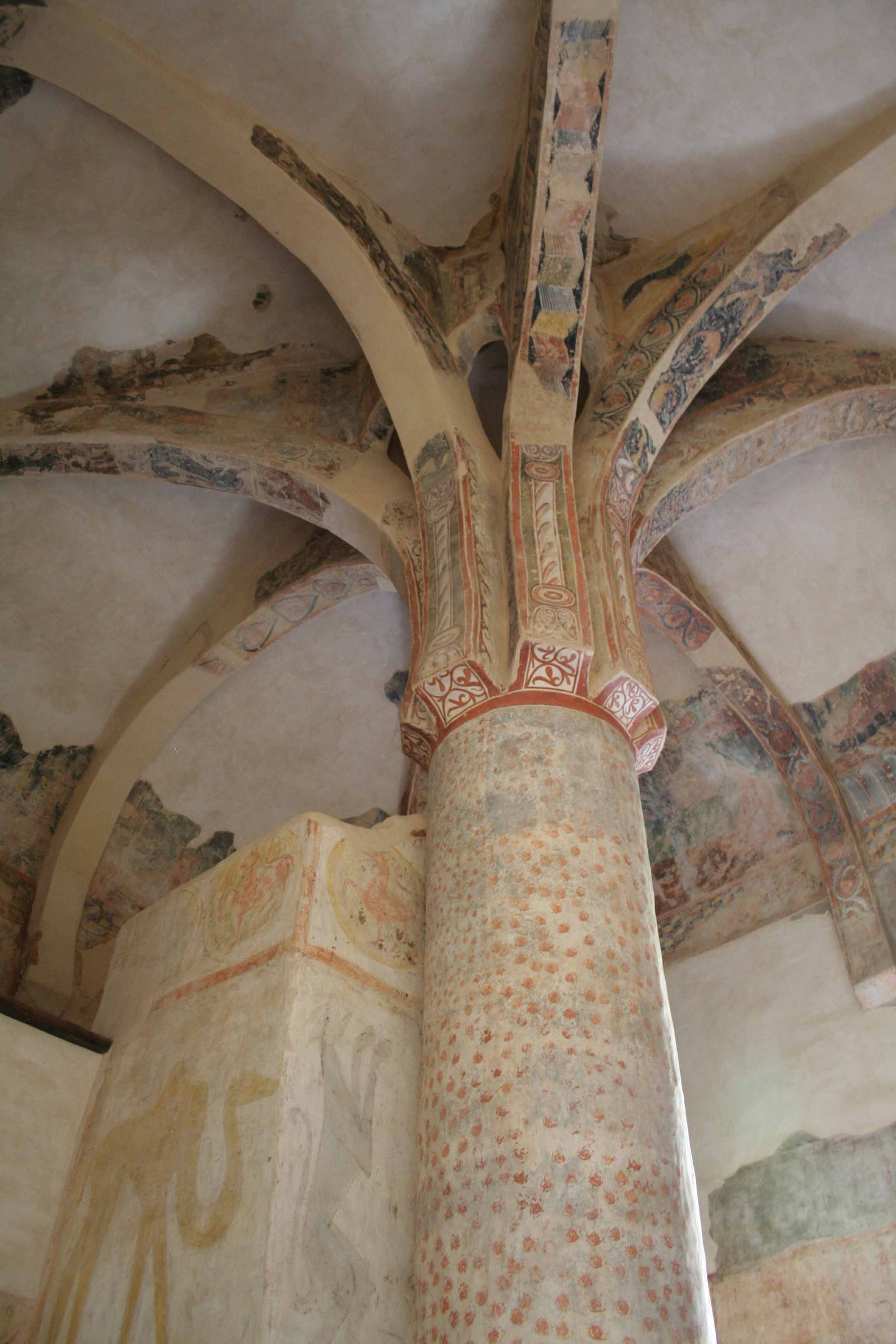
San Baudelio de Berlanga (12. Jh.; Höhe ca. 5 m)
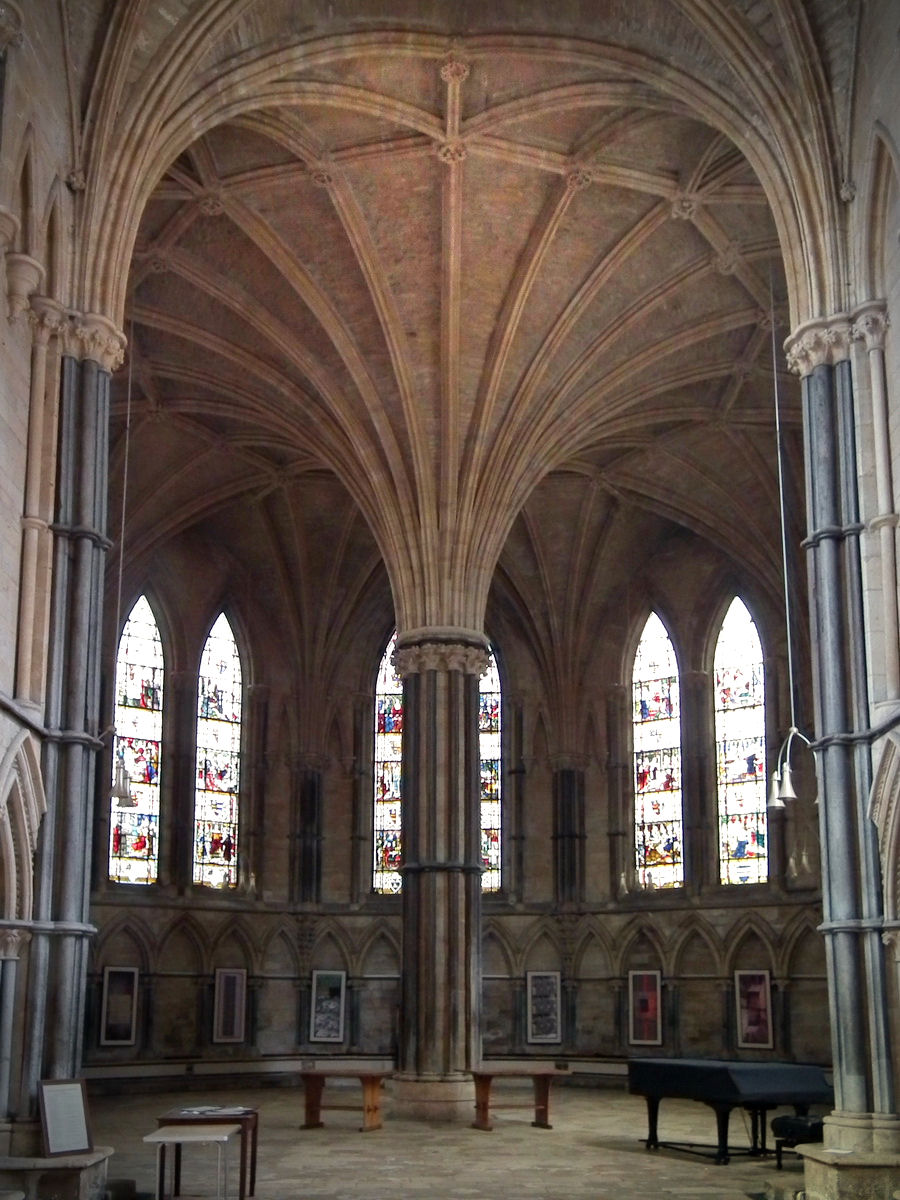
Chapter House, Lincoln Cathedral (13. Jh.; Höhe ca. 10 m)
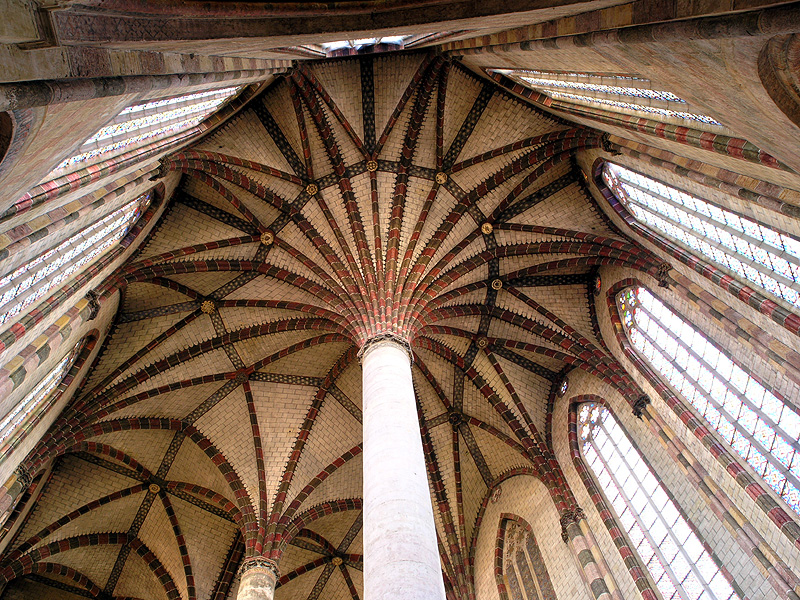
Jakobinerkirche, Toulouse (13. Jh.; Höhe ca. 22 m)
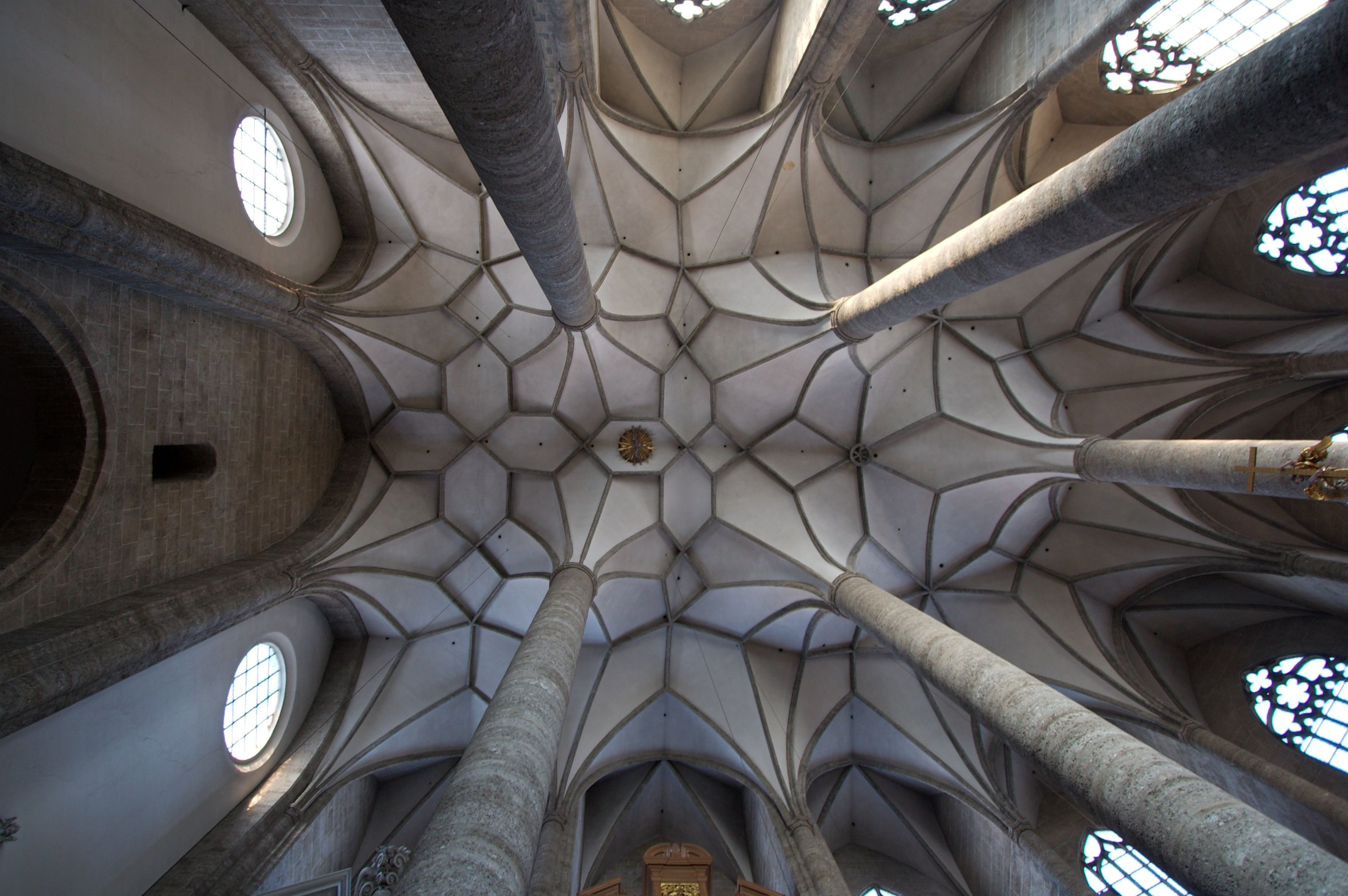
Franziskanerkirche, Salzburg (15. Jh.; Höhe ca. 18 m)
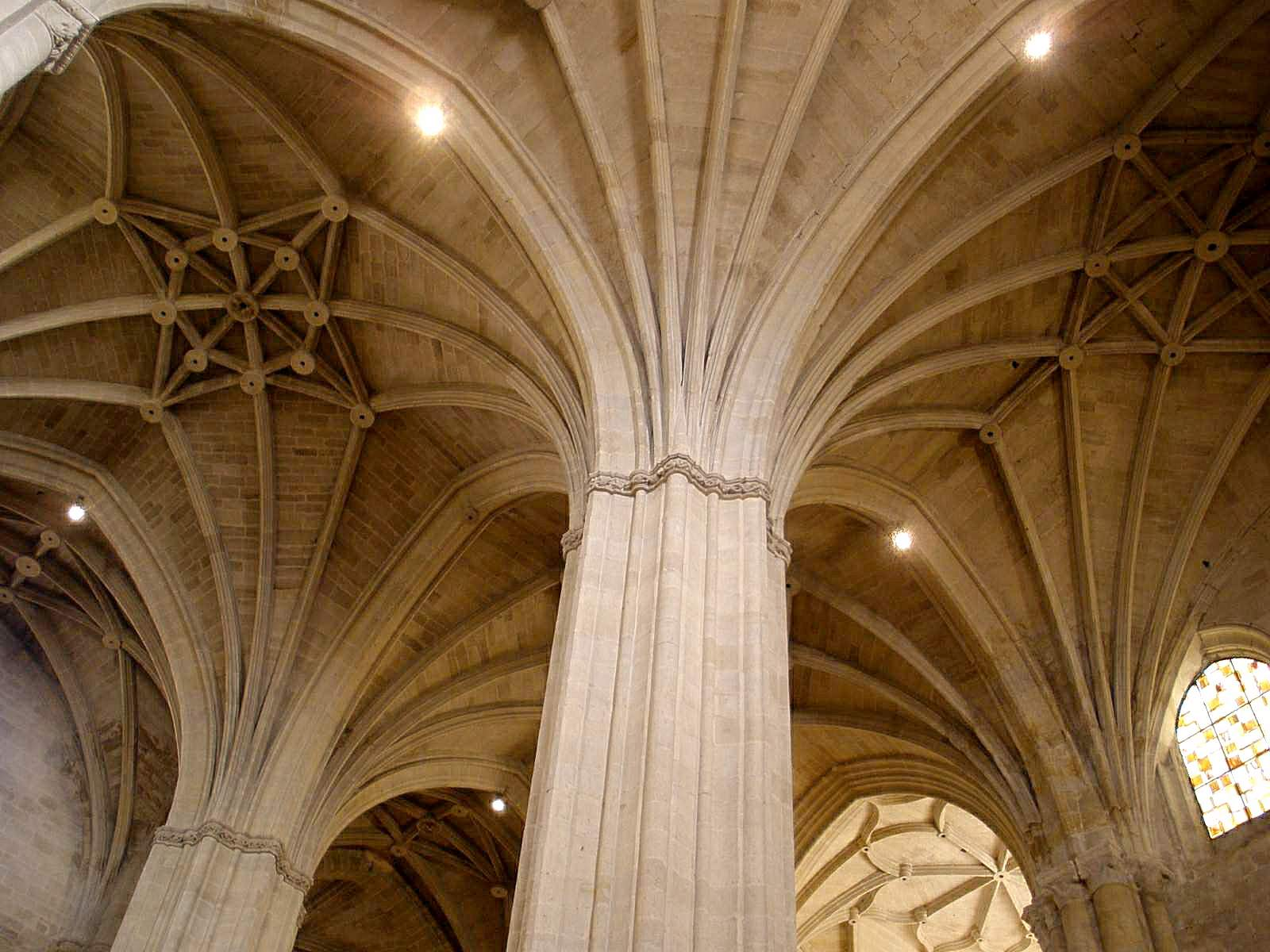
Kathedrale, Santo Domingo de la Calzada (15. Jh.; Höhe ca. 15 m)
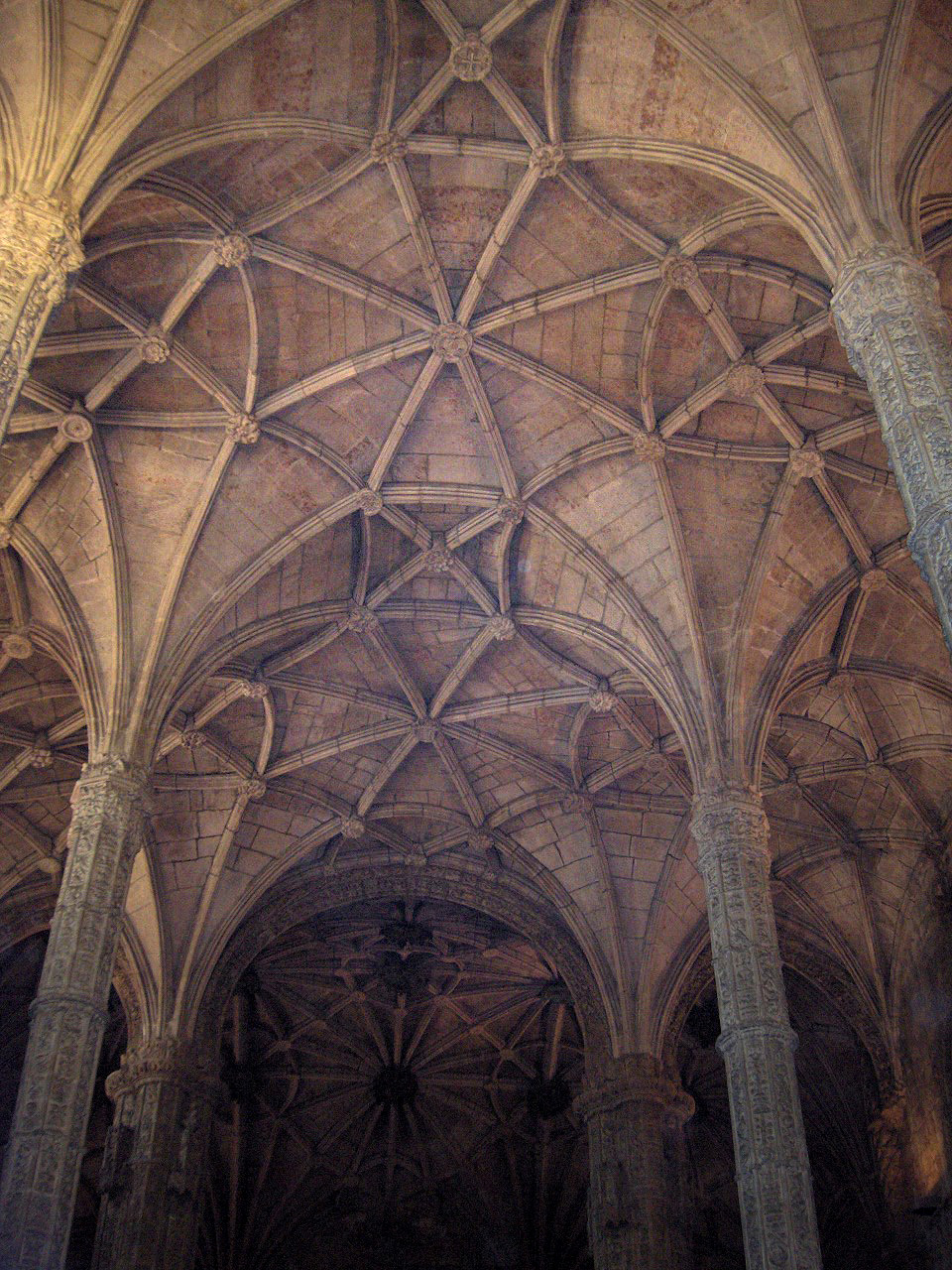
Kirche des Mosteiro dos Jerónimos, Lissabon, (16. Jh.; Höhe ca. 20 m)
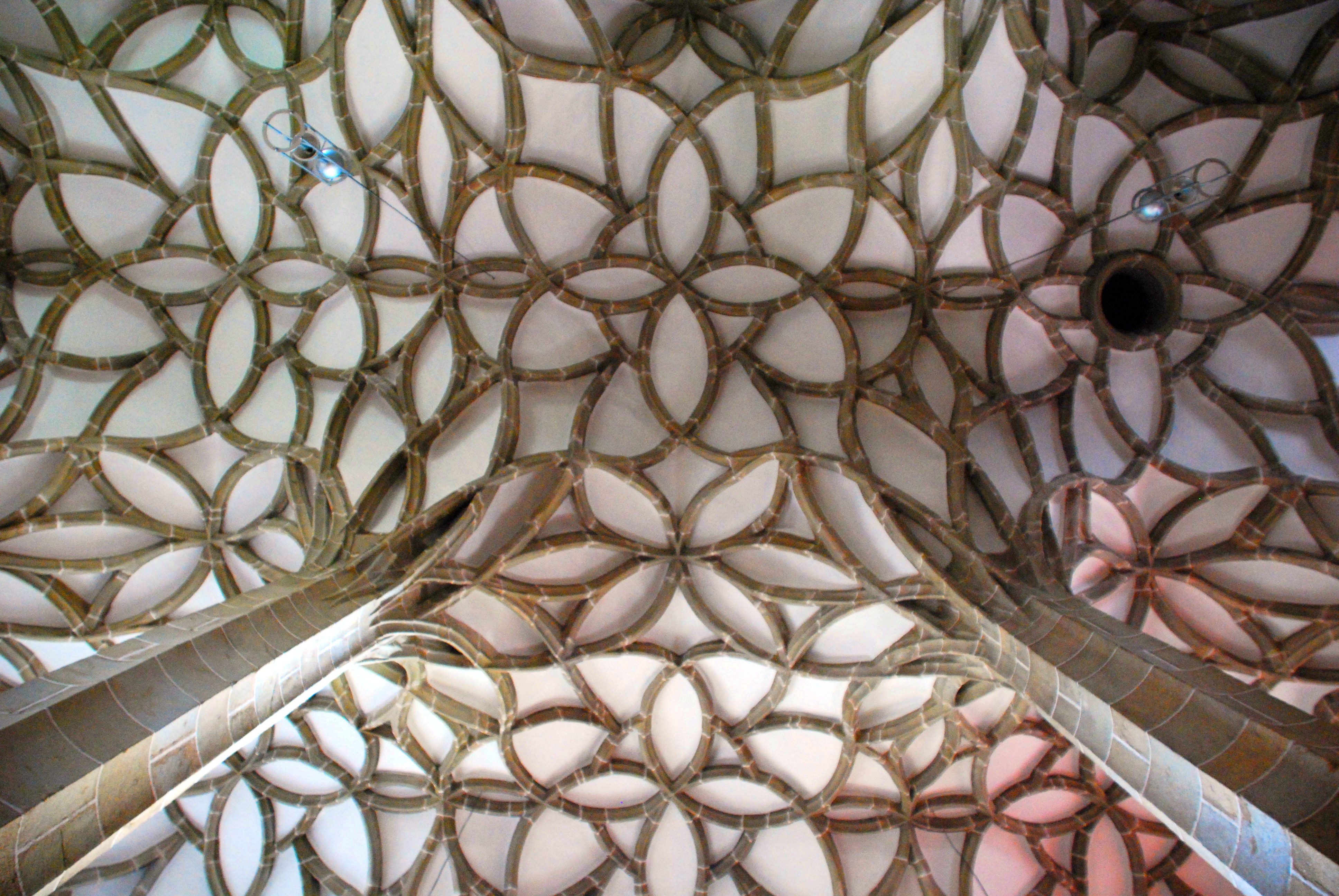
Pfarrkirche Königswiesen (16. Jh.; Höhe ca. 18 m)
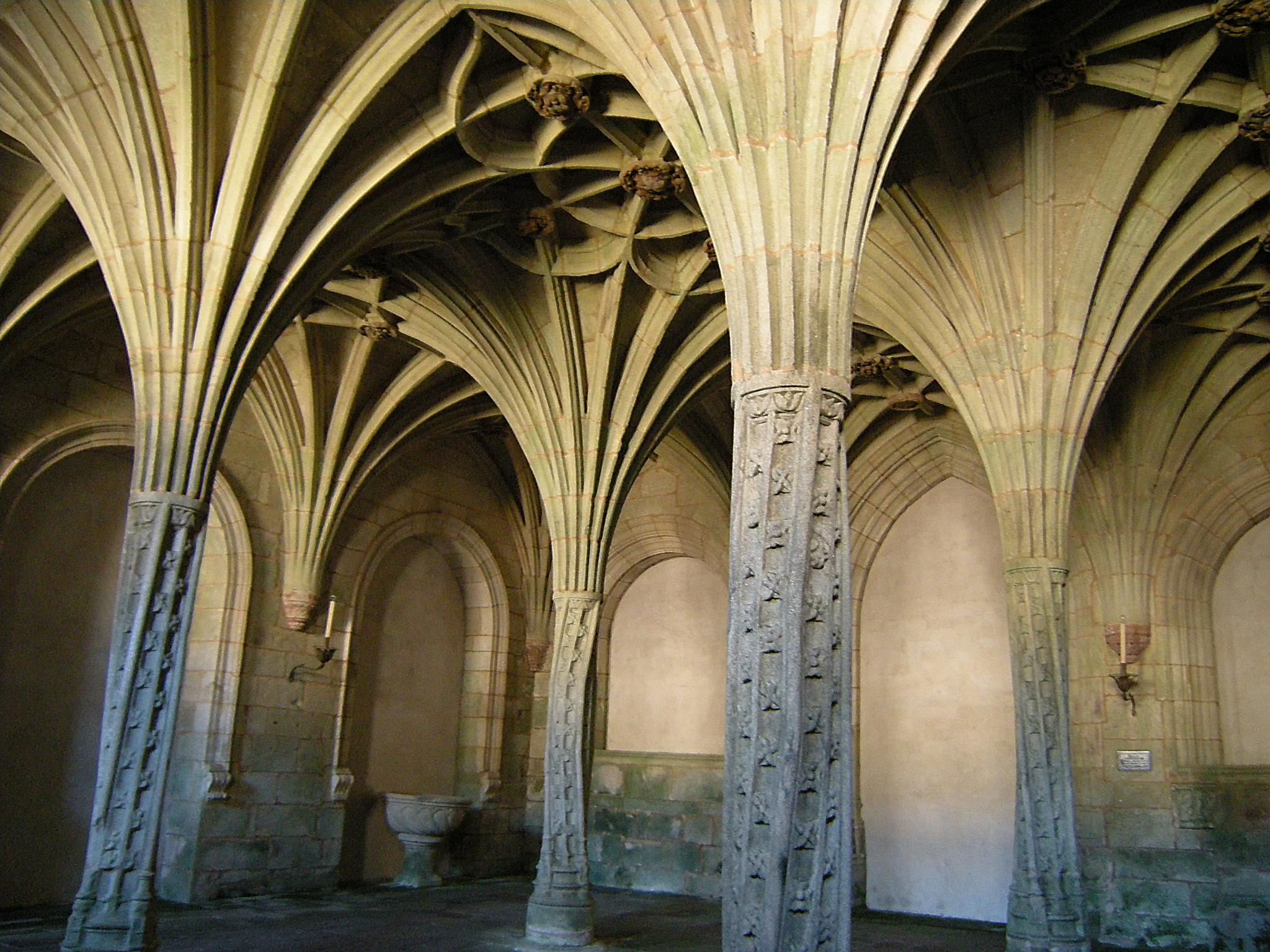
Kapitelsaal, Kloster Oseira (um 1600; Höhe ca. 5 m)